# Kinołęka
Kinołęka (niem. Kiehnlank See) –  jezioro  na Równinie Gorzowskiej, w powiecie strzelecko-drezdeneckim, w gminie Strzelce Krajeńskie, znajduje się w otulinie Barlinecko-Gorzowskiego Parku Krajobrazowego.
Jezioro od południa otoczone lasami, zaś od północy przylega do miejscowości Danków. Jezioro posiada bardzo urozmaiconą linię brzegową, przez całą długość jeziora w jego centralnej części występuje wyraźna płycizna z postępującymi procesami eutrofizacji. Północne brzegi jeziora oddalone są o około 50 metrów od Jeziora Dankowskiego.